# Campyloneurus transiens
Campyloneurus transiens är en stekelart som beskrevs av Szepligeti 1911. Campyloneurus transiens ingår i släktet Campyloneurus och familjen bracksteklar. Inga underarter finns listade.